# Onthophagus nabeleki
Onthophagus nabeleki là một loài bọ cánh cứng trong họ Bọ hung (Scarabaeidae).